# Mefisto Sofia
Mefisto Sofia (bułg. СК "Мефисто" (София)) – bułgarski klub piłkarski z siedzibą w stolicy kraju, mieście Sofia, działający w latach 1920–1923.

## Historia
Chronologia nazw:
- 1920: Mefisto Sofia (bułg. СК "Мефисто" (София))
- 1923: klub rozwiązano – po fuzji z Pobeda (Kulucite), tworząc SK Sparta (Sofia)

Klub Sportowy o nazwie Mefisto został założony w Sofii w 1920 roku. W sezonie 1922/23 zespół startował w mistrzostwach Sofii, kiedy doszło do rozłamu i stołeczne kluby zostały podzielone na Sofijską Ligę Sportową oraz Sofijski Związek Sportowy. Po zakończeniu sezonu zespół uplasował się na 8 pozycji w Sofijskiej Lidze Sportowej. Po zakończeniu sezonu doszło do fuzji z klubem Pobeda (Kulucite), w wyniku czego powstał SK Sparta (Sofia), a Mefisto przestał istnieć.

## Sukcesy

### Trofea międzynarodowe
Do chwili obecnej klub jeszcze nigdy nie zakwalifikował się do rozgrywek europejskich.

### Trofea krajowe
| \| \| Zdobyte trofea w rozgrywkach Bułgarii (stan na: 31-05-2024) \| |                                                             |      |                    |
| Rozgrywki                                                            | Osiągnięcie                                                 | Razy | Sezon(y)           |
| · Mistrzostwo                                                        | I miejsce                                                   | 0    |                    |
| · Mistrzostwo                                                        | II miejsce                                                  | 0    |                    |
| · Mistrzostwo                                                        | III miejsce                                                 | 0    |                    |
| Puchar                                                               | zdobywca                                                    | 0    |                    |
| Puchar                                                               | finalista                                                   | 0    |                    |
| II liga                                                              | I miejsce                                                   | 0    |                    |
| II liga                                                              | II miejsce                                                  | 0    |                    |
| II liga                                                              | III miejsce                                                 | 0    |                    |
| II liga                                                              | 8.miejsce                                                   | 1    | 1922/23 (gr.Sofia) |
| Bułgaria                                                             | Zdobyte trofea w rozgrywkach Bułgarii (stan na: 31-05-2024) |      |                    |

## Poszczególne sezony

### Rozgrywki międzynarodowe

#### Europejskie puchary
Nie uczestniczył w rozgrywkach europejskich.

### Rozgrywki krajowe
| \| Bułgaria \| Bilans występów klubu w rozgrywkach piłkarskich Bułgarii (Stan na 31 maja 2025 r.) \| \| |                                                                                    |        |       |   |   |   |    |    |     |         |        |        |      |
| Poziom                                                                                                  | Rozgrywki                                                                          | Sezony | Mecze | Z | R | P | B+ | B– | Pkt | Lata    | Awanse | Spadki | Naj. |
| I | Nacionałna futbołna diwizija / Dyrżawno pyrwenstwo                                 | 0      |       |   |   |   |    |    |     |         | 0      | 0      |      |
| II | B RPG / Wtora PFG / Pyrwa PFL / B PFG / Wtora PFL                                  | 1      |       |   |   |   |    |    |     | 1923/23 | 0      | 0      | 8    |
| III | Treta amatorska futbołna liga                                                      | 0      |       |   |   |   |    |    |     |         |        |        |      |
| IV | Obłastna futbołna liga                                                             | 0      |       |   |   |   |    |    |     |         |        |        |      |
| | Puchar Bułgarii                                                                    | 0      |       |   |   |   |    |    |     |         | 0      | 0      |      |
| Bułgaria                                                                                                | Bilans występów klubu w rozgrywkach piłkarskich Bułgarii (Stan na 31 maja 2025 r.) |        |       |   |   |   |    |    |     |         |        |        |      |

## Struktura klubu

### Stadion
Drużyna rozgrywała swoje mecze domowe w Sofii na boisku Mefisto. 

## Kibice i rywalizacja z innymi klubami

### Derby
- Atletik Sofia
- Benkowski Sofia
- Borisław Sofia
- Byłgaria Sofia
- Głoria Sofia
- Rakowski Sofia
- SK Sofia
- Sławia Sofia
- Sokoł Sofia (1915–1926)